# Nika Kocharov & Young Georgian Lolitaz
Nika Kocharov & Young Georgian Lolitaz sunt o trupă de rock indie. Ei au reprezentat Georgia la Concursul Muzical Eurovision 2016.
Trupa este alcătuită din vocalistul și chitaristul Nika Kocharov (ნიკა კოჩაროვის), vocalistul și bassistul Gia Iashvili (გია იაშვილი), chitaristul Nick Davitashvili (ნიკა დავითაშვილი)și toboșarul Dima Oganesian (დიმა ოგანესიანი).